# Wales Millennium Centre

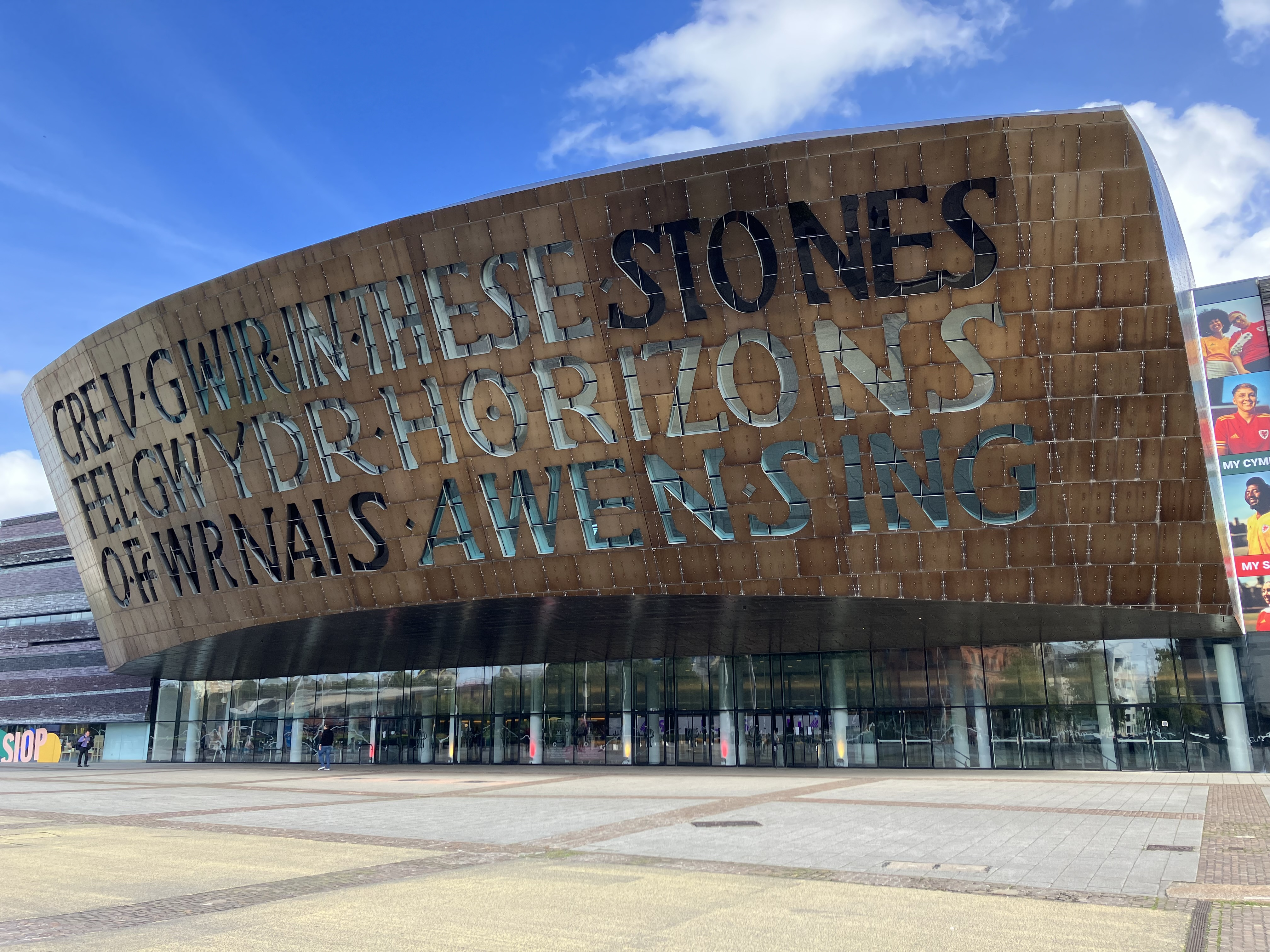

Het Wales Millennium Centre of Canolfan Mileniwm Cymru (Welsh) is een kunstencentrum in het Welshe Cardiff. Het centrum werd geopend in twee fases in 2004 en 2009. Het kunstencentrum omvat onder andere het BBC National Orchestra of Wales en het Chorus of Wales, opera-, dans- en theatergezelschappen. Op de gevel staat CREU GWIR FEL GWYDR O FFWRNAIS AWEN (waarheid creëren als glas uit de oven der inspiratie in het Welsh) en IN THESE STONES HORIZONS SING.
De grote zaal, het Donald Gordon Theatre, heeft 1.896 zitplaatsen en een uitzonderlijk groot podium. De BBC Hoddinott Hall biedt plaats aan 350 personen en het Weston Studio Theatre biedt plaats aan 250 personen.